# City Cup (Irlanda del Nord)
La City Cup era una competizione calcistica a cui partecipavano squadre dell'Irlanda del Nord. Era gestita dalla Irish Football Association. In precedenza era conosciuta come la Dunville Cup e ha cessato di esistere nel 1976. Il vecchio trofeo della City Cup è ora utilizzato per premiare il vincitore della Irish League Cup.

## Squadre partecipanti
La City Cup iniziò come competizione solo per club di Belfast (infatti fino al 1900 la Lega era composta solo da club di Belfast: Glentoran FC, Linfield FC, Cliftonville FC, Dundela FC e Crusaders FC). Dal 1905 al 1911 partecipò anche lo Shelbourne FC (club di Dublino). Nella stagione 1911-1912, tutti gli 8 club della Irish League parteciparono (Derry Celtic e Glenavon FC si unirono alle 5 squadre di Belfast e Shelbourne FC). Nella stagione 1912-1913, quando la Lega si espanse a 10 club, solo 7 parteciparono (le 5 squadre di Belfast più Glenavon FC e Shelbourne FC). Dal 1913 fino alla sua scomparsa nel 1976, tutti i club membri della Irish League hanno gareggiato per la City Cup (esclusi gli anni della guerra).
Dal 1915 al 1919, la City Cup era conosciuta come Belfast City Cup e tornò ad essere una competizione solo per squadre di Belfast (in questo periodo non è riconosciuta come competizione ufficiale). Dal 1940 al 1947 non venne disputata.

## Formato
Il formato per la City Cup ha subito modifiche nel corso della sua storia, ma il più delle volte è stato organizzato come un campionato, durante il quale ogni squadra ha giocato contro gli altri partecipanti e la squadra con il maggior numero di punti si è aggiudicata la coppa.
Il formato negli anni è stato il seguente:
| Anni                            | N. di stagioni | Formato                   |
| ------------------------------- | -------------- | ------------------------- |
| 1894–1915, 1919–1940, 1947–1969 | 64             | campionato                |
| 1969–1970                       | 1              | sistema a gironi + finale |
| 1970–1971                       | 1              | campionato                |
| 1971–1976                       | 5              | sistema a gironi + finale |

## Elenco dei vincitori
- 1894–95 Linfield
- 1895–96 Linfield
- 1896–97 Glentoran
- 1897–98 Linfield
- 1898–99 Glentoran
- 1899–1900 Linfield
- 1900–01 Linfield
- 1901–02 Linfield
- 1902–03 Linfield
- 1903–04 Linfield
- 1904–05 Distillery
- 1905–06 Belfast Celtic
- 1906–07 Belfast Celtic
- 1907–08 Linfield
- 1908–09 Shelbourne
- 1909–10 Linfield
- 1910–11 Glentoran
- 1911–12 Glentoran
- 1912–13 Distillery
- 1913–14 Glentoran
- 1914–15 Glentoran
- 1919–20 Linfield
- 1920–21 Glenavon
- 1921–22 Linfield
- 1922–23 Queen’s Island
- 1923–24 Queen’s Island
- 1924–25 Queen’s Island
- 1925–26 Belfast Celtic
- 1926–27 Linfield
- 1927–28 Belfast Celtic
- 1928–29 Linfield
- 1929–30 Belfast Celtic
- 1930–31 Belfast Celtic
- 1931–32 Glentoran
- 1932–33 Belfast Celtic
- 1933–34 Distillery
- 1934–35 Derry City
- 1935–36 Linfield
- 1936–37 Derry City
- 1937–38 Linfield
- 1938–39 Portadown
- 1939–40 Belfast Celtic
- 1947–48 Belfast Celtic
- 1948–49 Belfast Celtic
- 1949–50 Linfield
- 1950–51 Glentoran
- 1951–52 Linfield
- 1952–53 Glentoran
- 1953–54 Coleraine
- 1954–55 Glenavon
- 1955–56 Glenavon
- 1956–57 Glentoran
- 1957–58 Linfield
- 1958–59 Linfield
- 1959–60 Distillery
- 1960–61 Glenavon
- 1961–62 Linfield
- 1962–63 Distillery
- 1963–64 Linfield
- 1964–65 Glentoran
- 1965–66 Glenavon
- 1966–67 Glentoran
- 1967–68 Linfield
- 1968–69 Coleraine
- 1969–70 Glentoran
- 1970–71 Bangor
- 1971–72 Ballymena United
- 1972–73 Glentoran
- 1973–74 Linfield
- 1974–75 Glentoran
- 1975–76 Bangor

## Performance per club
| Club             | Vincitori | Anni |
| ---------------- | --------- | --- |
| Linfield         | 24        | 1894–95, 1895–96, 1897–98, 1899–1900, 1900–01, 1901–02, 1902–03, 1903–04, 1907–08, 1909–10, 1919–20, 1921–22, 1926–27, 1928–29, 1935–36, 1937–38, 1949–50, 1951–52, 1957–58, 1958–59, 1961–62, 1963–64, 1967–68, 1973–74 |
| Glentoran        | 15        | 1896–97, 1898–99, 1910–11, 1911–12, 1913–14, 1914–15, 1931–32, 1950–51, 1952–53, 1956–57, 1964–65, 1966–67, 1969–70, 1972–73, 1974–75                                                                                    |
| Belfast Celtic   | 10        | 1905–06, 1906–07, 1925–26, 1927–28, 1929–30, 1930–31, 1932–33, 1939–40, 1947–48, 1948–49 |
| Distillery       | 5         | 1904–05, 1912–13, 1933–34, 1959–60, 1962–63 |
| Glenavon         | 5         | 1920–21, 1954–55, 1955–56, 1960–61, 1965–66 |
| Queen’s Island   | 3         | 1922–23, 1923–24, 1924–25 |
| Bangor           | 2         | 1970–71, 1975–76 |
| Coleraine        | 2         | 1953–54, 1968–69 |
| Derry City       | 2         | 1934–35, 1936–37 |
| Ballymena United | 1         | 1971–72 |
| Portadown        | 1         | 1938–39 |
| Shelbourne       | 1         | 1908–09 |